# Доня-Лопушня
Доня-Лопушня (серб. Доња Лопушња) — населённый пункт в общине Власотинце Ябланичского округа Сербии.

## Население
Согласно переписи населения 2002 года, в селе проживало 184 человека (все сербы).
| Численность населения | Численность населения | Численность населения | Численность населения | Численность населения | Численность населения | Численность населения | Численность населения |
| 1948                  | 1953                  | 1961                  | 1971                  | 1981                  | 1991                  | 2002                  | 2011                  |
| --------------------- | --------------------- | --------------------- | --------------------- | --------------------- | --------------------- | --------------------- | --------------------- |
| 478                   | 441                   | 468                   | 431                   | 345                   | 297                   | 184                   | 121                   |

## Религия
Согласно церковно-административному делению Сербской православной церкви, село относится к Четвёртому власотиначскому приходу Власотиначского архиерейского наместничества Нишской епархии.